# David Miguélez
David Miguélez Miguel (Gijón, Asturias, España, 5 de mayo de 1981) es un exfutbolista español que jugaba como delantero o mediapunta.

## Trayectoria
Se formó en el equipo gijonés del Veriña, pasando en categoría juvenil al Real Sporting de Gijón y después firmó por clubes modestos como el Ribadesella C. F., el C. D. Mensajero, la U. D. Vecindario o la Real Balompédica Linense, donde jugó cuatro temporadas durante dos etapas. Militó durante una campaña con el C. D. Lugo en Segunda División B, categoría en la que logró once tantos y un alto número de asistencias.
En 2007, regresó al Linense, club con el que jugó tres promociones de ascenso, donde ha jugado 33 partidos y ha conseguido 6 tantos jugando la mayor parte del campeonato en una posición diferente a la suya. En 2009, abandonó el club andaluz y fichó por la U. E. Sant Andreu. Tras dos temporadas en las filas del Sant Andreu de Segunda B, club con el que estuvo a punto de ascender a Segunda División en 2011, llegó a la A. D. Alcorcón como refuerzo para la categoría de plata.
En la temporada 2013-2014 empieza una nueva aventura deportiva en el Racing de Santander en Segunda División B, con el objetivo de ayudar al histórico club a regresar a la Liga Adelante. Objetivo que se cumplió tras ganar a la U.E. Llagostera a doble partido. Empatando 0-0 en el Municipal de Llagostera y ganando 1-0 en El Sardinero
En julio de 2015 ficha por el Deportivo Guadalajara por una temporada. Durante esta campaña marcaba 4 goles en 35 partidos. 

## Clubes
| Club                     | País   | Año       |
| ------------------------ | ------ | --------- |
| Ribadesella C. F.        | España | 2001-2002 |
| C. D. Mensajero          | España | 2002-2003 |
| U. D. Vecindario         | España | 2003-2004 |
| Real Balompédica Linense | España | 2004-2006 |
| C. D. Lugo               | España | 2006-2007 |
| Real Balompédica Linense | España | 2007-2009 |
| U. E. Sant Andreu        | España | 2009-2011 |
| A. D. Alcorcón           | España | 2011-2013 |
| Racing de Santander      | España | 2013-2015 |
| C.D. Guadalajara         | España | 2015-2016 |
| U.D. Llanera             | España | 2016-2017 |